# SBA 항공
SBA 항공(영어: SBA Airlines)는 베네수엘라의 항공사로 2008년 설립되어 카라카스에 본사를 두고 있으며 시몬 볼리바르 국제공항을 거점으로 운항하고 있다. 이전 명칭은 산타바바라 항공(영어: Santa Bárbara Airlines C.A)이다.

## 역사
1995년 11월 1일에 산타바바라 항공(영어: Santa Bárbara Airlines C.A)로 설립해 1996년 3월 1일에 취항을 시작했다. 1996년 3월 1에 대한 작업을 시작했다. 당시 카나리아 아이슬란드 그룹이 소유 했지만 2006년 9월 SOAC 그룹에 매각했다. 이후 2008년에 아스크라 항공에 인수해 현재의 사명으로 변경했다. 한편 스마트룩스 항공으로부터 보잉 767-300ER을 발주해 2009년 6월 20일에 도입해 최초로 마드리드로 오가는 국제선 노선에 취항했다.

## 운항 노선
- 2018년 1월 26일 기준으로 SBA 항공은 다음과 같이 운항해왔다.

 아루바
- 오라녜스타트 - 퀸 배트릭스 국제공항

 퀴라소
- 빌렘스타트 - 하토 국제공항

 에콰도르
- 키토 - 마리스칼 수크레 국제공항
- 과야킬 - 호세 호아킨데 올메도 국제공항

 파나마
- 파나마시티 - 토쿠멘 국제공항

 포르투갈
- 마데이라 - 마데이라 공항

 스페인
- 마드리드 - 아돌포 수아레스 마드리드 바라하스 공항
- 산티아고데콤포스텔라 - 산티아고데콤포스텔라 공항 계절편
- 테네리페섬 - 테네리페 노르테 공항

 미국
- 마이애미 - 마이애미 국제공항

 베네수엘라
- 카라카스 - 시몬 볼리바르 국제공항 허브
- 엘 비기아 - 주안 파블로 페레즈 알폰소 공항
- 마라카이보 - 라 치니타 국제공항
- 푼토 피조 - 호세파 카메조 국제공항
- 발렌시아 - 아투로 미첼레나 국제공항

## 보유 기종[3][4]
- 2017년 5월 기준으로 SBA 항공은 다음과 같이 보유해 왔었다.

### 퇴역 기종
- ATR 42-300
- 보잉 757-200
- 보잉 767-300ER
- 맥도널 더글러스 DC-10-30
- 맥도널 더글러스 MD-82
- 맥도널 더글러스 MD-83

## 사건 및 사고
- SBA 항공 518편

## 사진

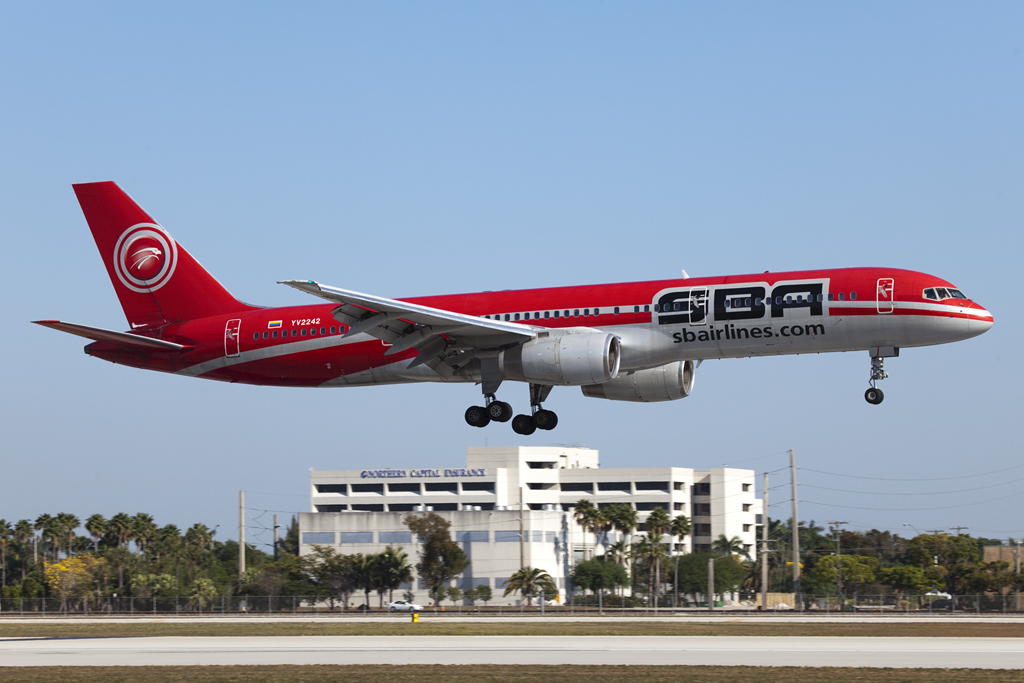
SBA 항공의 보잉 757-200 (퇴역)
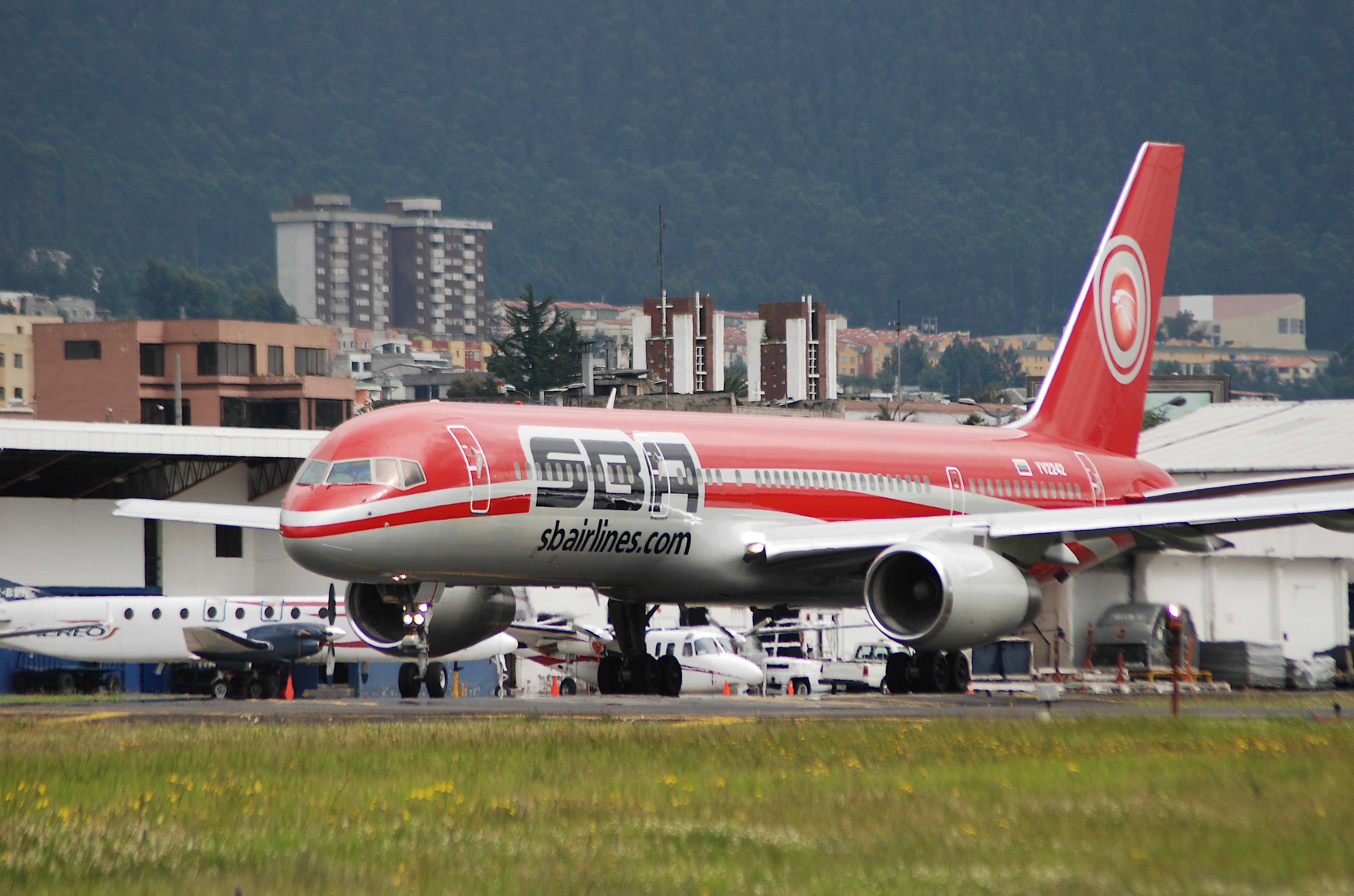
SBA 항공의 보잉 757-200 (퇴역)
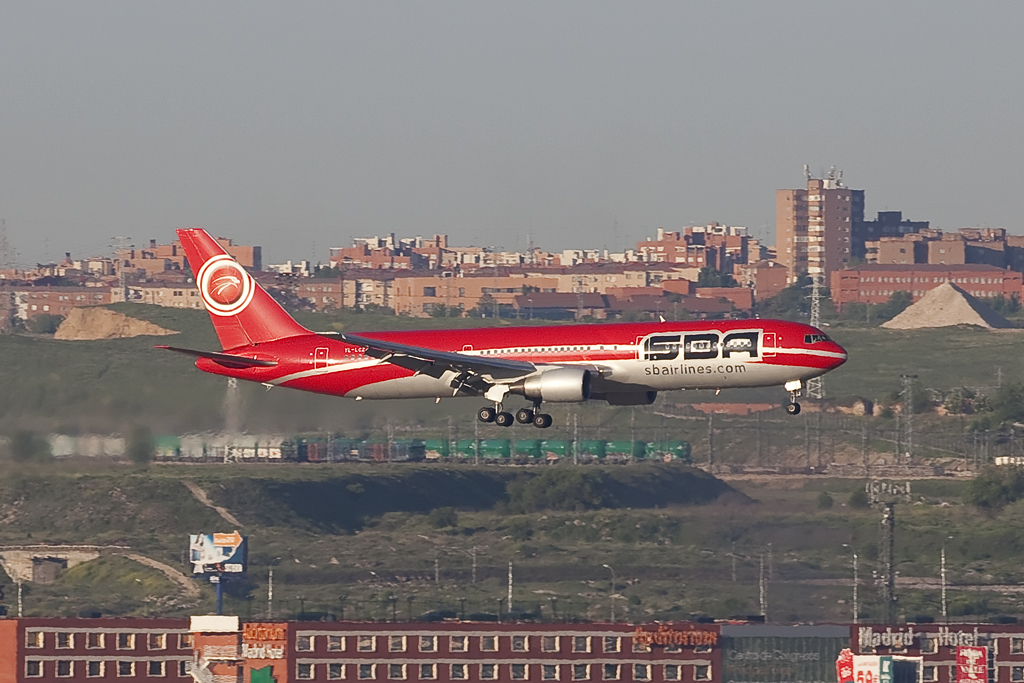
SBA 항공의 보잉 767-300ER (퇴역)
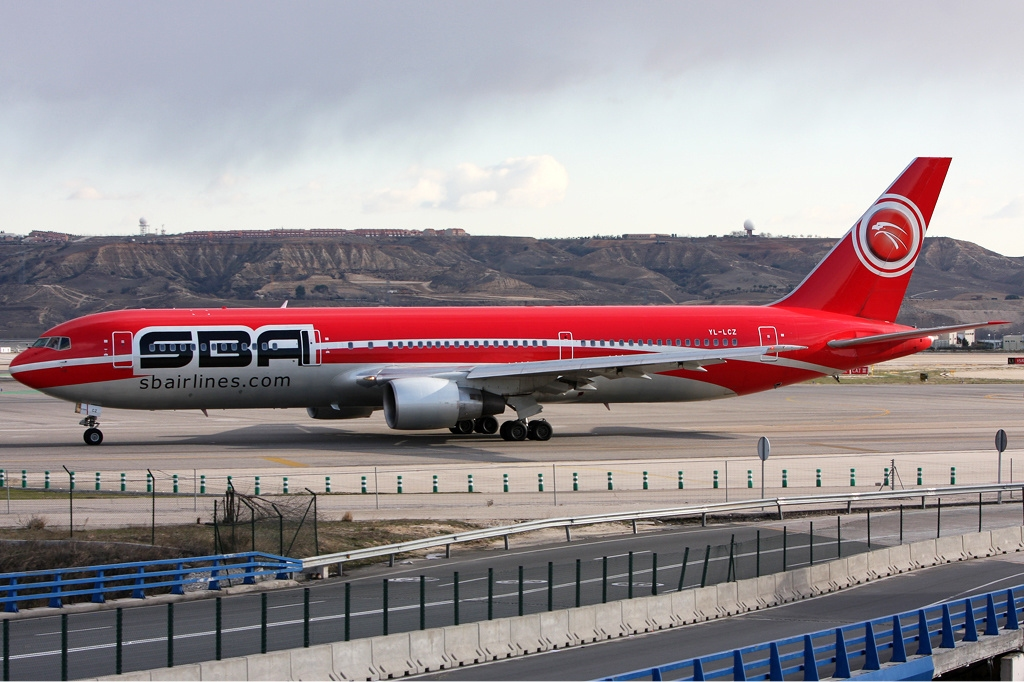
SBA 항공의 보잉 767-300ER (퇴역)
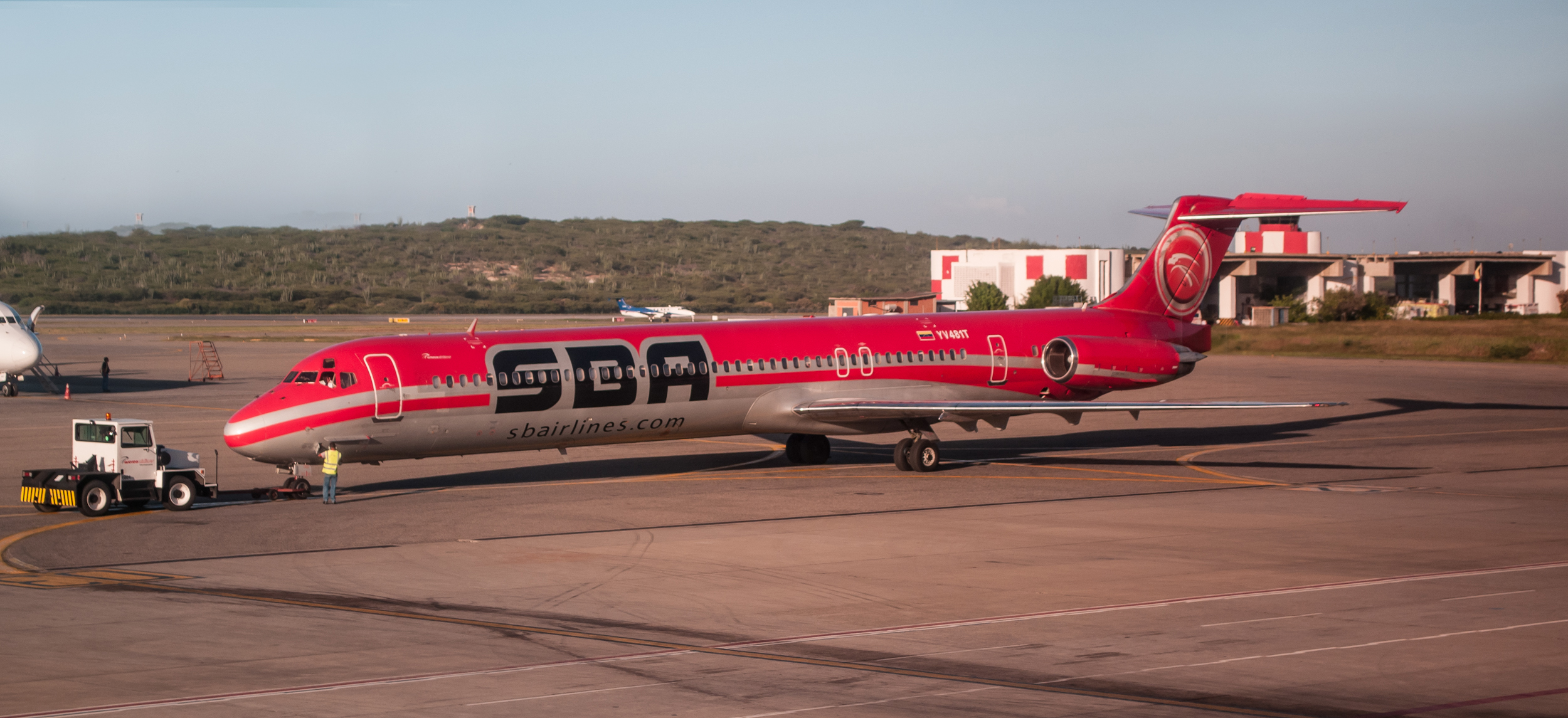
SBA 항공의 맥도넬더글러스 MD-80 (퇴역)